# Снегирёвка (Смоленская область)
 Снегирёвка— деревня в Смоленской области России, в Шумячском районе. Расположена в юго-западной части области в 12 км к северо-западу от Шумячей, в 30 км севернее границы с Беларусью, на правом берегу реки Остёр. 
Население —329 жителей (2007 год). Административный центр Снегирёвского сельского поселения.

## История
Деревня возникла в 1783 году. Во время проводимого в то время межевания из дачи села Заселье по обе стороны речки Чребомирки (Чревомирки) была выделена 1591 десятина земли, на которой поселилась часть крестьян, не имевших своих наделов. Крестьяне, попав на барщину к помещику Комарову подняли бунт. После его усмирения часть крестьян была выселена на Украину в Херсонскую область, где они основали населённый пункт Снегирёвка (сейчас город в Николаевской области). В конце XIX века деревня одна из крупнейших в Шумячском районе – 147 дворов, 1137 жителей.
В деревне родилась, жила, умерла и была похоронена Герой Социалистического Труда Клавдия Акимова.

## Экономика
Торговый центр, медпункт, профилакторий, почта, АТС, дом культуры и библиотека.